# Dzików (województwo pomorskie)
Dzików – wieś w Polsce położona w województwie pomorskim, w powiecie człuchowskim, w gminie Rzeczenica. Wieś wchodzi w skład sołectwa Breńsk.
| SIMC    | Nazwa      | Rodzaj    |
| ------- | ---------- | --------- |
| 0750008 | Łuszczyn   | część wsi |
| 0750014 | Przyrzecze | część wsi |

W latach 1975–1998 miejscowość administracyjnie należała do województwa słupskiego.
Przez miejscowość przepływa Czernica, rzeka dorzecza Warty.
Według danych z 30 czerwca 2011 roku wieś liczyła 165 mieszkańców.